# Spermophorella disseminata
Spermophorella disseminata är en insektsart som beskrevs av Tillyard 1916. Spermophorella disseminata ingår i släktet Spermophorella och familjen Berothidae. Inga underarter finns listade i Catalogue of Life.